# Zonsverduistering van 11 juni 2086

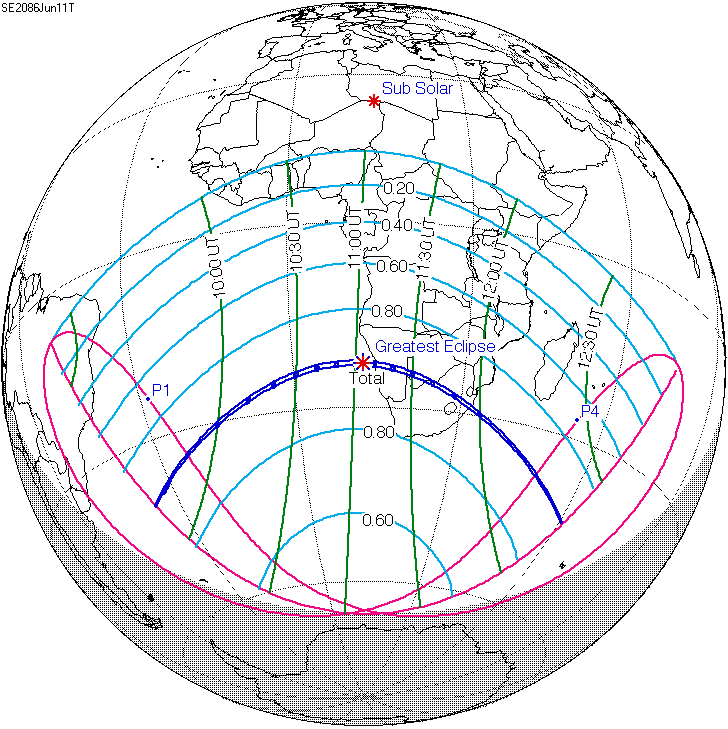
De zonsverduistering is de zien tussen de blauwe lijnen.

De totale zonsverduistering van 11 juni 2086 trekt veel over zee, maar is op land zichtbaar vanuit deze drie landen: Namibië, Botswana en Zuid-Afrika. 

## Lengte

### Maximum
Het punt met maximale totaliteit ligt op zee ten westen van Namibië op coördinatenpunt 23.2032° Zuid / 12.4838° Oost en duurt 1m48,1s.

### Limieten
| Fenomeen                    | Code | Tijdstip UTC |
| --------------------------- | ---- | ------------ |
| Eerste contact bijschaduw   | P1   | 08:36:00.7   |
| Eerste contact kernschaduw  | U1   | 09:49:11.5   |
| Kernschaduw compleet vanaf  | U2   | 09:49:42.8   |
| Bijschaduw compleet vanaf   | P2   | Niet         |
| Maximum eclips              | GE   | 11:04:35.3   |
| Bijschaduw compleet t/m     | P3   | Niet         |
| Kernschaduw compleet t/m    | U3   | 12:19:29.1   |
| Laatste contact kernschaduw | U4   | 12:19:54.9   |
| Laatste contact bijschaduw  | P4   | 13:33:14.3   |